# Matthew Webb

Matthew Webb; Zeichnung aus Vanity Fair, 1875

Matthew Webb (* 19. Januar 1848 in Dawley, Shropshire; † 24. Juli 1883 bei den Niagarafällen) war ein britischer Langstreckenschwimmer. Er war der erste erfolgreiche Ärmelkanalschwimmer. Für die Strecke von Dover nach Calais benötigte er ohne Hilfsmittel weniger als 22 Stunden.

## Leben
Matthew Webb war eines von zwölf Kindern des Arztes Thomas Webb und seiner Frau Sara. Nach seiner Geburt zog die Familie nach Coalbrookdale.
Schwimmen lernte er bereits als Sechsjähriger im Severn River.
Er selbst machte eine Ausbildung als Seemann auf Handelsschiffen in China und Ostindien. Im Sommer 1863 rettete er in der Nähe von Ironbridge seinen zwölfjährigen Bruder Thomas vor dem Ertrinken. 1874 erhielt er die Stanhope Gold Medal von der Royal Human Society, weil er einen Matrosen gerettet hatte, der über Bord gefallen war. Im Jahr 1875 gab er sein Leben als Seemann auf und konzentrierte sich nur noch auf das Schwimmen.
1875 war Webb der erste Mensch, der ohne technische Hilfen den Ärmelkanal durchschwamm. Er schwamm vom 24. bis 25. August 1875 die knapp 33 Kilometer lange Strecke von Dover nach Calais in 21:45 Stunden.
Er heiratete am 27. April 1880 in London Madelaine Kate Chaddock, mit der er die zwei Kinder Matthew junior und Helen hatte.
1883 starb er bei dem Versuch, die Whirlpool Rapids des Niagara River zu durchschwimmen. Im Jahr 1965 wurde er postum in die Ruhmeshalle des internationalen Schwimmsports aufgenommen.
Matthew Webb war ein Mitglied im Bund der Freimaurer, seine Loge Neptune Lodge No. 22 ist in St. John’s, Neufundland ansässig.
1910 wurde ihm zu Ehren in Dover an der heutigen Marine Parade ein Denkmal errichtet. Es besteht aus einer Büste auf einem Sockel mit einer Gedenktafel mit der Inschrift: Capt. Matthew Webb Born Dawley 1848 Died Niagra 1883 Swam from Dover to Calais Aug 24-25 1875 Erected by Public Subscription 1910.